# Åke Larsson (fotbollsspelare)
Nils Åke Birger Larsson, född 7 september 1931, död 23 april 2017, var en svensk fotbollsspelare (centerhalvback) som var tvåfaldig stor silvermedaljör för Malmö FF 1956 och 1957 och två gånger B-landslagsman.
Åke Larsson började som högerback i Malmö FF 1952 och ersatte 1954 legendaren Sven Hjertsson som centerhalvback, en position på vilken han spelade fram till och med 1959. Med en välutvecklad känsla för taktik förenade han utsökt teknik och bildade med Åke Hansson och Arthur Bergqvist, en av Allsvenskans stabilaste halvbackslinjer under 1950-talet. Åke Larsson spelade totalt 207 matcher för Malmö FF.
Han är gravsatt i minneslunden på Gamla kyrkogården i Malmö.